# Прижбиляк, Екатерина Юрьевна
Екатери́на Ю́рьевна Прижбиля́к (род. 13 марта 1976, Москва) — советская киноактриса, получившая известность в детском возрасте.

## Биография
Екатерина Прижбиляк родилась 13 марта 1976 года в Москве, детство прошло в коммунальной квартире на улице Грановского (ныне — Романов переулок). 
В 1986 году была отобрана для главной роли в фильме «Остров ржавого генерала», который вышел на экраны в 1988 году. 
В следующем году снялась в эпизодической роли Ирочки в фильме «Женщины, которым повезло», и на этом её кинокарьера завершилась.
По состоянию на 2022 год — домохозяйка, растит дочь Марию.

### «Остров ржавого генерала»
Когда Кате было десять лет, её случайно увидела ассистент режиссёра Ольга Предыбайлова, которая предложила девочке немедленно сделать фотопробы на главную роль Алисы Селезнёвой в фильме. Режиссёру Валентину Ховенко Катя тоже понравилась. Отсмотрев около 3000 претенденток на роль, утвердили именно её. Для съёмок Кате пришлось научиться плавать. Первый день съёмок оказался очень тяжёлым, девочка даже хотела отказаться от роли, но мама настояла на продолжении работы.
Рецензенты отмечали, что Катя оказалась слишком молода для этой роли и её внешность не соответствовала образу Алисы; с этим отчасти связано и то, что фильм оказался неудачным. «На роль Алисы выбрали сухую, добропорядочную девочку, которая не вызывала в юном зрителе эмоционального интереса. И фильм провалился. Никто его не знает, хотя его трижды показывали по телевизору», — отмечал К. Булычёв в интервью журналу «Детская литература».

## Фильмография
| Год  |    | Название                 | Роль            |
| ---- | -- | ------------------------ | --------------- |
| 1988 | ф  | Остров ржавого генерала  | Алиса Селезнёва |
| 1989 | тф | Женщины, которым повезло | Ирочка          |